# Magyarfülpös
Magyarfülpös (románul Filpișu Mare, németül Ungarisch-Phelpsdorf) falu Romániában Maros megyében. Közigazgatásilag Beresztelke községhez tartozik.

## Fekvése
Szászrégentől 9 km-re délnyugatra a kolozsvár-szászrégeni országút mellett az Egres-patak bal partján fekszik.

## Története
1319-ben Nagfilpus néven említik először. A falu régen a templom környékén a Kóródvár alatt állott, de az országút építésekor lejjebb húzódott. Református temploma a falu nyugati részén áll, a 15. század második felében épült. 1912-ben egy szélvihar megrongálta, ekkor kazettás mennyezetének megmaradt darabjait Budapestre szállították. 1910-ben 839, többségben magyar lakosa volt, jelentős román kisebbséggel. A trianoni békeszerződésig Maros-Torda vármegye Régeni alsó járásához tartozott. 1992-ben 857 lakosából 537 román, 265 magyar és 55 cigány volt. 2011-ben 836 lakosából 417 román, 209 magyar, 181 cigány volt.

## Nevezetességek
- Református temploma